# Yazoo (řeka)
Yazoo je řeka v americkém státu Mississippi. Se svou délkou 302 km je druhým nejdelším levostranným přítokem Mississippi po Ohiu.
Řeku pojmenoval francouzský objevitel La Salle v roce 1682 podle indiánského kmene žijícího v okolí ústí řeky. Význam názvu není jasný, dlouho se předpokládalo, že znamená „řeka smrti“.
Yazoo vzniká soutokem řek Tallahatchie a Yalobusha u města Greenwood. Část dolního toku řeky vede rovnoběžně s Mississippi, od které je oddělena agradačními valy. Do Mississippi ústí severně od Vicksburku. Většími městy na řece Yazoo jsou Greenwood (18 000 obyvatel) a Yazoo City (14 500 obyvatel).
Řeka měla během americké občanské války vojenský význam. Na řece a v jejím okolí se odehrávaly boje během mississippské kampaně ukončené až dobytím Vicksburku. Na dně řeky spočívá 29 lodí potopených během americké občanské války. V roce 1862 za pomoci jedné z prvních elektricky odpálených min byla potopena obrněná loď USS Cairo, která byla v roce 1956 objevena, následně vyzdvižena a restaurována.